# Pbil fm/29
Pansarbil fm/29 (укр. Пансарбіл фм/29, pansarbil — бронеавтомобіль, fm (försöksmodell)— експериментальна модель), скорочено — Pbil fm/29 — шведський бронеавтомобіль. Розроблений компанією Landsverk AB (укр. «Ландсверк»), під заводським позначення Landsverk L-170 (укр. Ландсверк Л-170). Побудований на шасі вантажного автомобіля і в 1932 році прийнятий на озброєння шведської армії. Всього виготовили 1 бронеавтомобіль даного типу, який використовувався в навчальних частинах до 1946 року.

## Історія
Бронеавтомобіль створювався як заміна Pbil m/25, m/26, який до цього часу вже сильно застарів. Шасі бронеавтомобіля було виготовлене компанією «Ландсверк» в 1930 році, в той час як бронекорпус і кінцеве складання відбувалося на військово-морській верфі в Оскарсхамні. У 1932 році бронеавтомобіль був завершений і перший екземпляр передали на озброєння першого полку гвардійської кавалерії шведської армії під позначенням Pbil fm/29.
Бронеавтомобіль був цілком сучасним для 30-х років, мав повний привід, потужне гарматно-кулеметне озброєння й міг рухатись як вперед так і назад, оскільки мав додаткове місце водія в кормовій частині. Однак, виробництво Pbil fm/29 виявилось надто дорогим і від його серійного виробництва довелося відмовитися. Перевагу віддали Pbil m/31 як більш дешевому у виробництві.
Pbil fm/29 (реєстраційний номер 810) продовжував використовуватися в першому лейб-кавалерійському полку для підготовки механіків-водіїв Pbil m/39 і Pbil m/40 до 1945 року.

## Опис конструкції

### Броне корпус і башта
Корпус і башта Pbil fm/29 складалися із залізних листів способом заклепувального з'єднання.

### Озроєння
Озроєння Pbil fm/29 складалося з однієї 37 мм морської гармати m/98 B і двох 6,5 мм кулеметів m/14 з рідинним оходженням.

## Експонат
- Швеція — Танковий музей в Аксвеллі.